# Daniel Vădrariu
Petru Daniel Vădrariu (n. 25 iunie 1990) este un jucător român de fotbal, care este legitimat la CSM Școlar Reșița. Este un produs al școlii de fotbal care aparține clubului Jiul Petroșani.